# Banco de Crédito Nacional
Banco de Crédito Nacional ou BCN foi um banco brasileiro, fundado em 1929.
Era um banco paulista que foi incorporado pelo Bradesco nos anos 1990.
Teve seu início como um banco familiar chamado Casa Bancária Conde. Na gestão de Pedro Conde teve seu período de expansão.
Para comprar o BCN, o Bradesco pagou 1 bilhão de dólares para seus antigos controladores.
O BCN tentou recuperar outra instituição financeira, o Banco Pontual, em 1996, assumindo partes das administrações bancárias, porém não conseguiu evitar a intervenção do BACEN em 1999.